# Juan Francisco Sandoval
Juan Francisco Sandoval Alfaro (Ciudad de Guatemala, 18 de enero de 1982) es un exfiscal del Ministerio Público de Guatemala. Fue nombrado jefe de la Fiscalía Especial Contra la Impunidad (FECI) por Thelma Aldana en el año 2015 y fue destituido en el 2021 por Consuelo Porras. Cursó estudios de Ciencias Jurídicas y Sociales en la Universidad de San Carlos de Guatemala y se graduó de abogado y notario. Estudios de Maestría en Derecho Penal en la Escuela de Estudios de Postgrado de la Facultad de Ciencias Jurídicas y Sociales de la Universidad de San Carlos de Guatemala.
Sandoval Alfaro al igual que otros exfuncionarios del poder judicial son víctimas de criminalización por la lucha contra la corrupción y defensa de los derechos humanos.

## Trayectoria
Auxiliar Fiscal I de la Unidad Contra Robo de Vehículos de la Fiscalía de Sección Contra el Crimen Organizado del Ministerio Público durante el año 2006, etapa durante la cual prestó colaboración en la investigación del Caso “Robo Millonario al Aeropuerto Internacional La Aurora”, a cargo de la Unidad de Delitos Relacionados con Bancos, Aseguradoras y Financieras de la Fiscalía de Sección Contra el Crimen Organizado.
Auxiliar Fiscal I de la Unidad de Delitos Relacionados con Bancos, Aseguradoras y Financieras de la Fiscalía de Sección Contra el Crimen Organizado del Ministerio Público, teniendo a su cargo la investigación de los delitos originados tras la suspensión de operaciones de la entidad bancaria Banco del Café, Sociedad Anónima, durante los años 2006 y 2007.
Abogado (Auxiliar Fiscal II) de la Fiscalía de Sección de Asuntos Constitucionales, Amparos y Exhibición Personal del Ministerio Público, desde el mes de diciembre de 2,007 hasta el mes de junio de 2009.
Auxiliar Fiscal II de la Fiscalía Especial Para la Comisión Internacional Contra la Impunidad en Guatemala (CICIG) en la cual ha realizado labor de investigación y procesal en procesos de alto impacto de la administración del expresidente Alfonso Portillo, el proceso de extradición en contra de este y el procesamiento de los exministros de la Defensa Nacional, Finanzas Públicas y la cúpula del Departamento de Finanzas del Ejército, así como los procesos penales iniciados por los casos de alto impacto denominados Pavón-Infiernito, desde junio de 2009 hasta octubre de 2011.
Agente Fiscal de la Fiscalía Especial Contra la Impunidad (FECI), adscrita a la Comisión Internacional Contra la Impunidad en Guatemala –CICIG-, desde octubre de 2011-2015.
Jefe de la Fiscalía Especial Contra la Impunidad, que en su momento estuvo adscrita a la Comisión Internacional Contra la Impunidad en Guatemala, desde el año 2015 al 23 de julio de 2021, a cargo de investigaciones que abordan fenómenos criminales de ejecuciones extrajudiciales, trata de personas, narcotráfico, corrupción administrativa, tráfico ilícito de mercancías y crímenes relacionados con la conflictividad agraria.
Catedrático titular de los Cursos de Derecho Penal I, Derecho Penal III, Procesal Penal I y II, Clínica Procesal Penal en la Universidad Mariano Gálvez de Guatemala: sede central, Chimaltenango, zona 16 y Villa Nueva.
Consultor legal internacional, desarrollando trabajos para la Fundación para la Justicia y el Estado Democrático de Derecho (México), y la American Bar Association (Estados Unidos) (2021-2022).
Profesional Visitante en la Fundación para el Debido Proceso DPLF (Estados Unidos).
Becario Visitante No Residencial de la National Endowment for Democracy (NED) por medio del Fondo Carl Gershman para Demócratas en Riesgo (diciembre de 2021-mayo de 2022).

## Publicaciones
“Un Estado y veinticinco naciones en Guatemala”, en la quinta edición de la Revista Tercera Instancia, revista oficial de la Escuela de Estudios de Postgrado de la Universidad de San Carlos de Guatemala.
Columnista regular del medio digital Epicentro.
Ha realizado columnas para Editorial Politiks, La Hora, Agenda Estado de Derecho, DPLF, La Mirada de los Pueblos, Espacio Revista Digital.

## Reconocimientos destacados
Invitado especial en el Compromiso para la Prevención de la Corrupción a nivel público y privado en la República Federativa de Brasil, suscrito en la Brasilia el 4 de diciembre de 2017.
Distinguido por el procurador de los Derechos Humanos con la Orden de Derechos Humanos “Vida y Dignidad, Jorge Mario García Laguardia”, en el marco del Día de los Derechos Humanos en diciembre de 2019.
Reconocimiento otorgado por Alianza por las Reformas e Impunity Watch por la lucha por la justicia.
Premiado como funcionario destacado del año por la Fundación por la Paz y el Desarrollo de Guatemala, otorgado el 24 de octubre de 2020.
Premio Campeón Internacional Contra la Corrupción, otorgado por el Departamento de Estado de los Estados Unidos, el 23 de febrero de 2021.
Reconocimiento entregado por la Plataforma de Mujeres Indígenas de Guatemala, por la lucha contra la corrupción, entregado el 12 de marzo de 2021.
Medalla de la Excelencia Profesional, entregada por el Tribunal de Honor del Colegio de Abogados y Notarios de Guatemala, el 18 de marzo de 2021.
Reconocimiento como “Abanderado Nacional contra la Corrupción e Impunidad en Guatemala” otorgado por Primaveral Association, Inc. en Washington D. C., el 7 de agosto de 2021.